# Ейлиг-Хем
Сільське поселення (сумон) Ейлиг-Хем (рос.: Эйлиг-Хем) входить до складу Улуг-Хемського кожууна Республіки Тива Російської Федерації.Адміністративний центр село Ейлиг-Хем. Відстань до м. Шагонар 19 км, до Кизила — 122 км, до Москви — 3829 км.

## Населення
Населення сумона станом на 1 січня року
| Рік    | 2011 | 2012 | 2013 | 2014 | 2015 |
| ------ | ---- | ---- | ---- | ---- | ---- |
| Насел. | 653  | 643  | 633  | 637  | 645  |